# Ghior
Ghior är ett underdistrikt i Bangladesh. Det ligger i den centrala delen av landet, 60 km väster om huvudstaden Dhaka.
Trakten runt Ghior består till största delen av jordbruksmark. Runt Ghior är det mycket tätbefolkat, med 1 135 invånare per kvadratkilometer.